# تايسون للأطعمة
شركة تايسون للأطعمة (بالإنجليزية: Tyson Foods, Inc.)‏ هي شركة متعددة الجنسيات تقع في ولاية أركنساس الأمريكية، وتعمل في مجال صناعة الغذاء. وتعد هي ثاني أكبر مصنع ومسوق للدجاج، لحم البقر ولحم الخنزير بعد شركة فريبوي البرازيلية ولكنها أكبر منتج للحوم في العالم. ووفقا لمجلة فوربس، تعتبر تايسون من أكبر 100 شركة في الولايات المتحدة.
وتمتلك الشركة 127 معملا لتصنيع الطعام. وتوظف الشركة 107,000 موظف في 300 موقع في الولايات المتحدة وحول العالم. وتمون مجموعة كبيرة من المطاعم السريعة والمحلات مثل دجاج كنتاكي، ماكدونالدز، برجر كنج، وول مارت، والسجون بمنتجات الدجاج واللحوم.

## وصلات خارجية
- Corporate web site for Tyson Foods
- Consumer web site for Tyson Foods